# أنقليس ثعباني إيفيرماني
أنقليس ثعباني إيفيرماني (الاسم العلمي: Ophichthus lithinus) هو نوع من الأنقليس، يتبع فصيلة الأنقليس الثعباني.